# Marion Hutton
Pour les articles homonymes, voir Hutton.
Marion Hutton (née Marion Thornburg ; 10 mars 1919 - 10 janvier 1987) est une chanteuse et actrice américaine. On se souvient surtout d'elle pour avoir chanté avec le Glenn Miller Orchestra de 1938 à 1942. Elle est la sœur de l'actrice et chanteuse Betty Hutton.

## Discographie
- 1939 "Ding Dong the Witch is Dead", avec Glenn Miller , Bluebird (recorded July 12, 1939)
- 1942 "That's Sabotage" avec Glenn Miller, Victor (recorded June 17, 1942)
- 1940 "The Rhumba Jumps" vocal avec Tex Beneke, with Glenn Miller and his Orchestra, Bluebird (recorded January 26, 1940)
- 1940 "Say 'Si Si'" avec Glenn Miller, Bluebird 10622 (recorded January 26, 1940)
- 1942."(I've Got a Gal in) Kalamazoo" vocal avec Tex Beneke accompagné de the Modernaires et Glenn Miller, Victor 27934-A (recorded May 20, 1942)